# Mawaca (banda)
Mawaca é um grupo musical de São Paulo que pesquisa e recria, em arranjos próprios, a música das mais diversas culturas do mundo dirigido por Magda Pucci. 
O grupo é formado por sete cantoras que interpretam canções em mais de vinte línguas, acompanhadas por um grupo instrumental acústico composto por sanfona, violoncelo, flauta, saxofones e contrabaixo, além de instrumentos de percussão, como congas, berimbau, tablas indianas, derbak, djembê, cajón, vibrafone e pandeiros diversos.
Foi criado por Kitty Pereira e Magda Pucci, nos primórdios dos anos 1990, como um grupo de estudos e experimentações. O grupo se estabeleceu profissionalmente em 1995, quando realizou seus primeiros shows oficiais no Teatro Hall e no Teatro Paulista.
O repertório do grupo é formado por músicas de diversas partes do globo: Japão, África, Mediterrâneo, Bálcãs, Índia, Oriente Médio, entre outras, com especial foco para a música indígena brasileira. São temas tradicionais que revelam as muitas sonoridades do mundo, buscando sempre estabelecer e revelar conexões com a música brasileira.
Com sete álbuns, três DVDs e dois livros, o grupo já se apresentou na Alemanha, Espanha, em Portugal, na Grécia, França, Bolívia e China, e em várias cidades e estados brasileiros.
Em 2003, foi selecionado para integrar a programação artística da feira internacional de música Womex. Ganhou duas vezes o prêmio PPM (Profissionais da Música): em 2016, na categoria de melhor Grupo de Cultura Popular e em 2019, na categoria de Melhor Grupo Vocal. Em 2012, levou o prêmio de melhor performance no World Leisure Expo, em Hangzhou, China.
O grupo tem realizado intercâmbios com músicos de diferentes localidades do globo. Carlos Núñez (Galícia), We Like We (Dinamarca), Uxía Senlle (Espanha), Né Ladeiras (Portugal), Sutari Band (Polónia), Yair Dalal (Israel) e Rinken Band (Japão) são alguns artistas que já estiveram em projetos com o Mawaca.

## Integrantes
- Magda Pucci - cantora, arranjadora, pesquisadora e diretora musical (1992 até hoje)[7]
- Gabriel Levy - sanfona (1996 até hoje)
- Armando Tibério - tablas, berimbau, congas (1997 até hoje)
- Zuzu Leiva - cantora (1997 até hoje)
- Angélica Leutwiller - cantora (1998 até hoje)
- Cris Miguel - cantora (1998 até hoje)
- Cristina Guiçá - cantora (1998 até hoje)
- Sandra Oakh - cantora (1998 até hoje)
- Ana Eliza Colomar - violoncelo e flauta (1998 até hoje)
- Ramiro Marques - saxofones (1998 até hoje)
- Valéria Zeidan - vibrafone, djembê e frame drums (1997 até hoje)
- Rita Braga - cantora (2009 até hoje)
- Ricardo Zoyo - contrabaixo (2015 até hoje)

## Destaques na carreira
A estreia profissional do grupo Mawaca (ainda com K na grafia) se deu com o show Dos Cantos Pigmeus às Canções Escocesas, no Teatro Hall e no Teatro Paulista, em 1995. No ano seguinte, com a primeira formação: Kitty Pereira, Magda Pucci, Fabiana Lian, Marta Espírito Santo, Valéria Piccoli, Christiane Mariano, Rosana Araújo e Viviane Querino, o grupo apresentou o espetáculo cênico Sequenzas, sob direção cênica de Kleber Montanheiro, no Teatro Tuca-Arena, e participou do Festival Internacional de Música Antiga e Tradição Oral em Curitiba.

### Primeiro álbum – Projeto com faixa multimídia
Em 1998, com nova formação, o grupo lançou seu primeiro álbum, CD-Plus Mawaca, no Instituto Cultural Itaú e na Livraria Ática, com apoio de Lei de Incentivo à Cultura do Estado de São Paulo. Esse espetáculo teve direção cênica e figurinos de Kleber Montanheiro. O primeiro trabalho do Mawaca procura enfatizar, de modo panorâmico, a diversidade musical do mundo, e percorre da África ao mundo celta. O álbum inclui uma faixa multimídia, de conteúdo lúdico e educativo, feita por  Maurício Nacif, com pesquisa musical de Magda Pucci e pesquisa iconográfica de Itamar Vidal, onde cada música é abordada em seu contexto cultural. No mesmo ano, Mawaca participou do Festival de World Music, com curadoria de Jean Yves de Neufville, no teatro do Sesc Vila Mariana, ao lado de artistas da World Music, como o grupo inglês Baka Beyond, o iraniano Jamshied Sharifi, o senegalês Baaba Maal e o marroquino Hassam Hakmoun. Em 1999, o grupo abriu o show para a Rinken Band de Okinawa, a convite da Fundação Japão, também no teatro do Sesc Vila Mariana.

### Segundo projeto –astrolabiotucupira.com.brasil
Em 2000, o grupo lançou seu segundo álbum, astrolabiotucupira.com.brasil, em espaços de São Paulo, como o teatro do Crowne Plaza, Sesc Pompeia e Centro Cultural São Paulo. Gravado no Estúdio Zabumba por André Magalhães, o segundo CD do Mawaca traz canções que representam o movimento migratório que constituiu a identidade cultural brasileira. Além de trazer um exemplo de música dos povos originários, a canção "Koi Txangaré", dos Paiter Suruí, o álbum foi concebido a partir da ideia do astrolábio, instrumento de navegação que trouxe para o Brasil os portugueses, árabes, japoneses, espanhóis, italianos e africanos escravizados. No repertório, canções representativas dessas culturas, como “Cangoma", “Maçadeiras”, "Sopros do Oriente", "Qyria Yefefyia", "Nihon Pizzi" e “Roxinha da Sanabria”. O álbum conta com a participação especial da cantora portuguesa Né Ladeiras, em “Alvíssaras” e “Reis”; do compositor e cantor maranhense Tião Carvalho, na faixa “Cacuriá"; do baixista Célio Barros, nas faixas "Vinheta Astrolábio" e "Cangoma" e do grupo de percussão Meninos do Morumbi nas músicas "Aguerê de Iansã", “Tambores de Mina” e “Maracatus” (coletados por Guerra-Peixe). O CD foi lançado pela Ethos Music no teatro do Sesc Pompeia.

### TrilhaOs Lusíadas- terceiro álbum
Em 2001, Magda Pucci foi convidada a compor a trilha do espetáculo Os Lusíadas, uma produção de Ruth Escobar que estreou na Estação das Artes, em São Paulo, com elenco de 53 atores e direção de Iacov Hillel. Magda musicou poemas de Luís de Camões adaptados pelo dramaturgo José Rubens Siqueira.
A trilha sonora contou com a colaboração dos músicos do Mawaca, Cíntia Zanco, Ramiro Marques e Itamar Vidal (autores e arranjadores) e foi gravada com arranjos orquestrais, originando Os Lusíadas, terceiro CD do grupo, lançado em 2002 no Teatro Arthur Rubinstein e no Sesc Belenzinho com a participação da Orquestra Sinfonia Cultura regida pelo maestro João Mauricio Galindo. O concerto foi gravado e exibido pela TV Cultura.
Logo na sequência, o grupo apresentou-se pela primeira vez no Theatro Municipal de São Paulo, em evento organizado pela Casa de Portugal de São Paulo, com a participação da cantora portuguesa Né Ladeiras e acompanhamento de orquestra de cordas, tendo os músicos Swami Jr. e Simone Sou como convidados. Em 2005, esse repertório foi apresentado novamente com a Orquestra Jovem de Guarulhos sob a regência de Emiliano Patarra.

### Rock in Rio e CDMawaca-Remix
Em 2001, Mawaca apresentou-se na Tenda Raízes, no Rock in Rio, ao lado de grandes artistas da World Music como Régis Gizavo (Madagascar), Henri Dikongué (Camarões), Thierry Robin (França), Tyours Gnawas (Marrocos), Companyia Electrica Dharma (Espanha) e Värttinä (Finlândia). Na ocasião, foi lançado, pela MCD, seu CD de remixes, produzido por Alex Antunes.  O CD possui faixas produzidas por Mauricio Bussab, anvilFX (aka Paulo Beto), André Abujamra, Andrea Gram, entre outros. Houve uma segunda tiragem desse CD para a Caixa Mawaca 10 anos, dessa vez lançado pela Ethos Music e ampliado com mais três remixes: a canção "Tango dos Chavicos", pelo coletivo Visavis; a música de Hokkaido, "Soran Bushi", por Marcos Xuxa Levy e "Acometado", por Paulo Bira, baixista da banda.

### Quarto projeto –Pra todo Canto
Em 2003, foi gravado o CD Pra Todo Canto, no Estúdio Zabumba, por André Magalhães. O trabalho foi lançado no Teatro Tuca-Arena, em São Paulo, em 2004. Em 2005, foi a vez do DVD Pra Todo Canto,  gravado ao vivo no teatro do Sesc Pompeia e lançado no ano seguinte no Sesc Vila Mariana. O repertório apresenta exemplos de diferentes tradições musicais, com destaque para “As Sete Mulheres do Minho”, do compositor e poeta português Zeca Afonso; o tema indígena “Akoj té”, dos Ikolen-Gavião que, no arranjo, se encontra com a cantiga japonesa "Hotaru Koi"; e o canto sefardita “Tango dos Chavicos”, com participação de Thomas Howard no violão flamenco. Já em “Boro Horo”, o grupo reúne em uma só faixa “Hirigo”, um canto das mulheres indígenas Tupari , o horo búlgaro “Bre Petrunko” e a canção de runa finlandesa “Suuret Ja Soriat”. O CD foi lançado pela Azul Music, relançado pelo selo independente Ethos Music e se tornou o CD mais vendido do grupo. O espetáculo Pra Todo Canto teve cenografia de Kiko Junqueira e Silvana Marcondes e figurinos de Cecília Borelli. O grupo apresentou esse trabalho em diversos projetos e lugares do Brasil, como: unidades do Sesc - SP; projeto Café Filosófico, em Campinas, com curadoria de Arrigo Barnabé; Festival Vox Brasilis; Centro Cultural Banco do Brasil, no Projeto Encantadeiras, sob curadoria de Lu Araújo; Centro Cultural Justiça Federal, no Rio de Janeiro; Teatro Adamastor em Guarulhos; projeto de concertos didáticos Horizontes Musicais do Projeto Guri Santa Marcelina, na Sala São Paulo; projeto São Paulo de todos os povos, no Museu da Casa Brasileira.

### Incursões pelo mundo sonoro indígena e projetoRupestres Sonoros

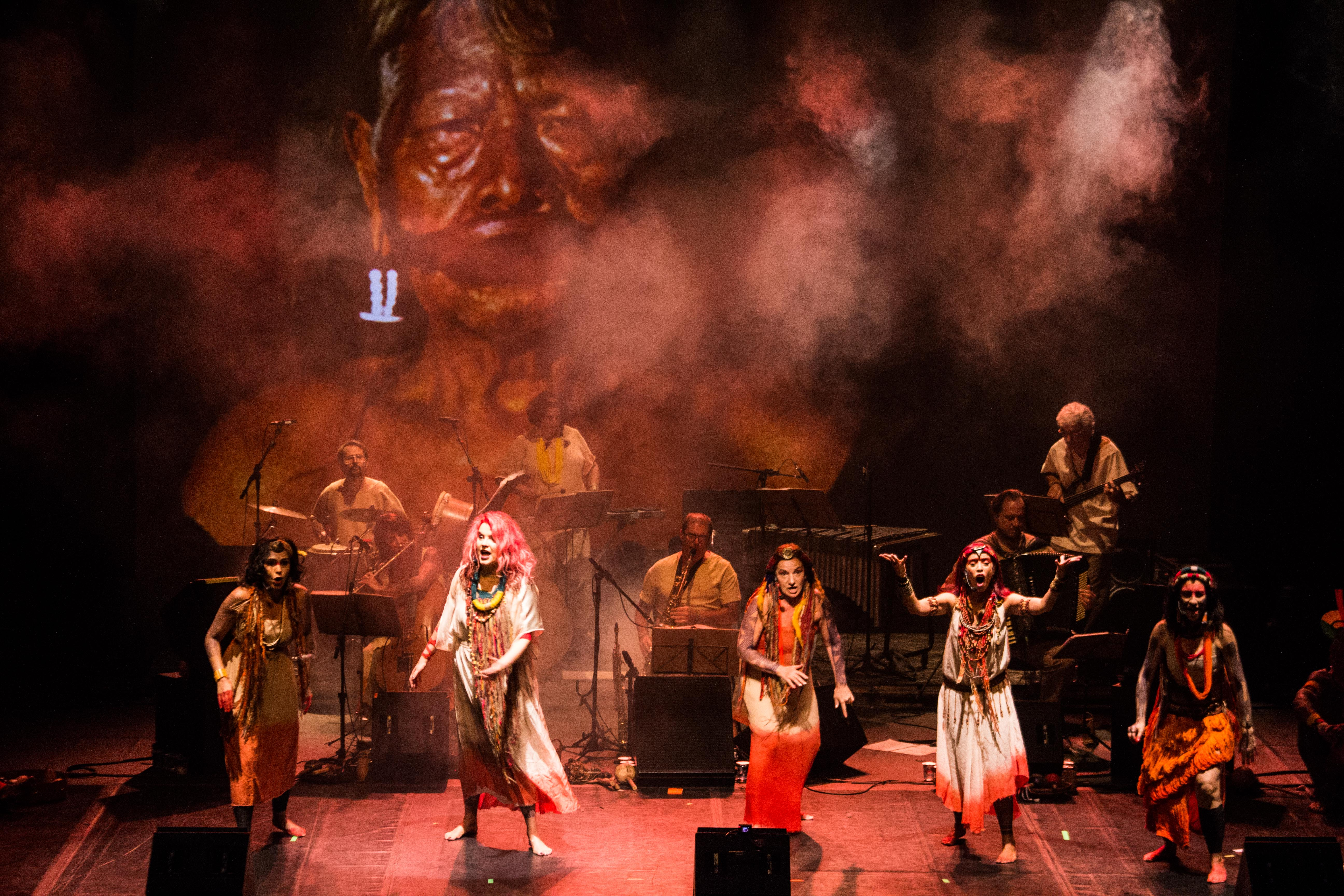
Show Mekaron. Mawaca e Kayapó Sesc Pompeia Foto: Amanda Moraes.

O Mawaca tem incluído músicas indígenas em seu repertório desde o início de sua carreira. Magda Pucci, diretora do grupo e também antropóloga, tem especial interesse por essa temática, o que levou o grupo a conhecer e a participar de vários eventos e shows com a colaboração de artistas de diferentes povos indígenas. A primeira música indígena gravada foi “Koi Txangaré” do povo Paiter Suruí, no álbum astrolabiotucupira.com.brasil, em 2000. Dois anos depois, Mawaca fez o show de abertura do evento Amazônia.br no Sesc Pompeia, e teve a oportunidade de apresentar pela primeira vez, ao lado de Tetê Espíndola e Marlui Miranda,  alguns temas desse repertório. No CD Pra Todo Canto, consta “Akoj té”, um canto dos Ikolen-Gavião, que seria regravado no CD Rupestres Sonoros. Em 2004, os indígenas Wauja do Xingu foram a São Paulo participar do Fórum Mundial e se apresentaram junto ao Mawaca, com participações do músico curdo Şivan Perwer e de Carlinhos Antunes, no teatro do Sesc Vila Mariana.
Como fruto do amadurecimento da pesquisa, veio o CD Rupestres Sonoros – O Canto dos Povos da Floresta, produzido por Marcos Xuxa Levy e Paulo Bira. O repertório apresenta parte da diversidade musical dos povos indígenas brasileiros, com recriações e arranjos contemporâneos para canções dos povos Paiter Suruí, Ikolen-Gavião, Pakaa Nova de Rondônia, Kayapó do Xingu e Huni Kuin do Acre. Além dos cantos tradicionais indígenas, Magda Pucci compôs três peças inspiradas em nomes de povos indígenas: “Asurini”, “Tupari” e “Waiko Koman”. O compositor francês Philippe Kadosch compôs o tema “Mawaca”, que abre o trabalho e conta com participação especial de Tetê Espíndola. Destaque também para a participação de Marlui Miranda na faixa "Matsa Kawa", do povo Huni Kuin. O CD foi lançado em show no Auditório Ibirapuera, em 2009.
Em 2009, O CD Rupestres Sonoros ficou em quarto lugar no ranking do World Music Charts, e ganhou uma crítica na revista inglesa Songlines pelo crítico Jill Turner. O CD recebeu também uma boa crítica do jornalista português Luis Rei, na coluna Crônicas da Terra.
Em 2010, o grupo gravou o DVD Rupestres Sonoros ao vivo no Auditório Ibirapuera, com participações de Marcos Xuxa Levy e Carlinhos Antunes, cenografia de Silvana Marcondes, videocenário de Panais Bouki e figurinos de Jessica Vidal. No ano seguinte, o grupo relançou esse DVD na celebração de seus 15 anos em show no Sesc Pinheiros.
Em 2011, o grupo viajou em turnê pela Amazônia, visitando os estados de Rondônia, Acre e Amazonas. Durante essa visita a seis aldeias e capitais, o grupo realizou intercâmbios musicais com indígenas dos grupos Paiter Suruí; Ikolen Gavião; Karitiana; Huni-Kuin; Kambeba e da Comunidade Bayaroá (formada por povos do Rio Negro). O registro desses encontros está presente no documentário Cantos da Floresta, de Eduardo Pimenta, que foi exibido na Womex de Thessalonica; na Mostra ZIM, no Azerbaijão; e no 42. Congresso do ICTM – International Council of Traditional Music, em Xangai.
Rupestres Sonoros foi apresentado em duas viagens internacionais: no Festival Du Chien Rouge, em Cannet de Maures, França e no Bicentenário de Santa Cruz de la Sierra, na Bolívia.
Em 2012, o grupo realizou o show Cantos da Floresta em prol dos Guarani Kaiowa, no Teatro Anhembi-Morumbi, com a participação de Ibã Salles do povo Huni Kuin e de integrantes da Comunidade Bayaroá de Manaus. Nessa ocasião, foi realizada uma exposição de fotos da turnê pela Amazônia realizadas por Eduardo Vessoni e Eduardo Pimenta.
A parceria com Ibã Sales continuou, em 2013, em show e oficina no Museu Nacional dos Correios de Brasília, e se desdobrou em oficinas e participação especial em show no Estúdio Mawaca.
Em 2015, esse espetáculo foi escolhido para ilustrar a Mostra Variações do Corpo Selvagem: Eduardo Viveiros de Castro, no Sesc Ipiranga.
Em 2018, as cantoras do Mawaca realizaram um show com Djuena Tikuna, cantora dos Solimões, no Estúdio Mawaca, na Semana de Saberes Indígenas.
Em abril de 2019, uma formação reduzida do grupo se apresentou no evento Boteco da Diversidade, no Sesc Pompeia, onde importantes questões sobre o tema "Terra e Justiça Social" foram debatidas por lideranças como Ailton Krenak e Davi Kopenawa Yanomami.
Também em 2019, foi realizado o espetáculo Mekaron, com Mawaca e o grupo Kayapó da aldeia Moykarakô, do Sul do Pará, no Sesc Pompeia, ambientado com fotos do indigenista Renato Soares.

### ProjetoInquilinos do Mundo
Após uma experiência musical com refugiados em São Paulo, Magda Pucci passou a trabalhar um repertório focado na memória de pessoas que precisam deixar seus lugares de origem. A convite do Sesc, foi realizado o show Visto Livre que mais tarde se tornaria o projeto Inquilinos do Mundo, (CD e DVD) gravado ao vivo, em 2012, no Estúdio NaCena e produzido por Pekka Lehti, baixista e produtor do grupo finlandês Värttinä, grande influência no início da carreira do Mawaca. Esse projeto apresenta melodias e ritmos dos povos nômades, refugiados, exilados e ciganos de todo o mundo.  A filmagem e a edição foram realizadas por Olindo Estevam, da Paiol Filmes, com direção musical de Magda Pucci. Contou com a participação dos músicos Thomas Howard (violão flamenco), Leo Sideratos (bouzouki grego), Beto Angerosa (percussão), Sérgio Serrano (colheres) e Marcelo Pretto (voz) e foi produzido pela Ethos Music, com apoio colaborativo dos fãs pelo Catarse.
Inquilinos do Mundo foi lançado no Teatro do Sesc Pompeia, com direção cênica de Daniela Nefussi e convidados especiais como Luciano Khatib, Roberto Angerosa, Sergio Serrano e Marcelo Pretto. Abriu o Festival de Música e Dança dos Bálcãs no Sesc Pompeia e foi apresentado em locais como o Auditório Ibirapuera, onde contou com as participações especiais de Carlos Malta, Carlos Careqa e Christianne Neves; Museu da Casa Brasileira; Sesc Ipiranga; Festival de Inverno de Atibaia; Sesc Sorocaba; Sesc Santo André; Aniversário da cidade de São Paulo, no SESC Consolação;  Virada Cultural de São Paulo;  Virada Cultural no interior;  Sesc Interlagos;  Sesc Itaquera; Teatro Polytheama (Jundiaí),  Festival de Itabira (MG);  Sesc Registro;  Teatro Adamastor em Guarulhos  e outros espaços.

### Ikebanas Musicais –repertório japonês
O interesse pelo repertório musical japonês (clássico e minyo) conecta o Mawaca à comunidade nipônica, em São Paulo, através das figuras de Tamie Kitahara, professora de koto e shamisen e de Jo Takahashi, ex-diretor da Fundação Japão, que muito incentivaram o grupo a se enveredar por esse universo cultural. Essa forte conexão propiciou intercâmbios com músicos e pesquisadores de música japonesa, no decorrer da carreira da banda.
Em 2008, por ocasião do Centenário da imigração japonesa ao Brasil, Mawaca se apresentou com a Orquestra Jazz Sinfônica (regência de João Maurício Galindo e arranjos de Cíntia Zanco), Tamie Kitahara e o grupo de taiko Wadaiko Sho, no Grande Auditório do Anhembi. Como resultado dessa aproximação, o grupo criou o espetáculo Ikebanas Musicais, com imagens da artista visual Erica Mizutani e figurinos de Jéssica Vidal,  gravado em DVD ao vivo no Sesc Pinheiros. As participações especiais foram de Shen Ribeiro no Shakuhachi, Tamie Kitahara no koto e shamisen  e da dupla Débora e Daniela Shimada nos taiko.  Esse DVD foi lançado em 2012 no Auditório Ibirapuera, com forte presença da comunidade japonesa.
Ikebanas Musicais foi apresentado em diferentes eventos e espaços, como o Festival de Cultura Japonesa na Ilha Grande;  Brasil Japão + 100 anos de Integração no Teatro WTC;  Teatro Cenforpe de Mogi das Cruzes;  Espaço Cultural da Fundação Japão, entre outros.
Posteriormente, como resultado da imersão nessa cultura, Magda Pucci foi convidada a escrever um artigo sobre a inserção da música japonesa na educação musical brasileira para a revista da ABEM – Associação Brasileira de Educação Musical.

### Pelo Mundo com Mawaca– para crianças
O Mawaca sempre encantou as crianças com seu repertório multicultural. A escritora Heloísa Prieto escreveu com Magda Pucci o livro-CD De Todos os Cantos do Mundo, lançado em 2005 pela Cia das Letrinhas. Baseado nesse livro, foi criado o espetáculo teatral multimídia Pelo Mundo com Mawaca, com direção cênica de Wanderley Piras, que conta as histórias das músicas utilizando recursos como bonecos, teatro de sombras e projeções.
Com músicas coletadas da França, Albânia, Tanzânia, Índia, Portugal, Israel e Brasil, Pelo Mundo com Mawaca estreou no Sesc Belenzinho, em 2013, e seguiu em temporadas e apresentações no Sesc Consolação; Teatro Viradalata; Itaú Cultural; Festival Conte Outra Vez em Recife, no Teatro Santa Izabel; Caixa Cultural de Recife, Brasília, Fortaleza e Curitiba e Teatro Municipal de Botucatu. Integrou a programação da Mostra de Cinema Infantil de Florianópolis e  também da Casa Natura Musical. Foi apresentado no Sesc Ginástico do Rio de Janeiro; no XI Festival Paidea de Teatro, no Teatro Paulo Eiró e no Sesc Santos, no projeto Escola no Teatro, numa parceria do Sesc com a Secretaria de Educação de Santos. O projeto conta com videocenário de Adriano Carvalho e figurinos de Yasmine Zaitune. O grupo também realiza oficinas para crianças utilizando esse repertório como fio condutor.
Em 2015,  foi lançado o livro infanto-juvenil Contos Musicais, ficção que entrelaça personagens reais que fazem parte da história do Mawaca com os enredos das canções. Foi escrito por Magda Pucci e Heloísa Prieto e publicado pela LeYa.
Em 2018, o repertório de Pelo Mundo com Mawaca foi apresentado num concerto com a Orquestra de Cordas de Jundiaí, sob regência de Claudia Feres, no Teatro Polytheama de Jundiaí - SP.

### Volta às origens –As muitasVozes da Voz

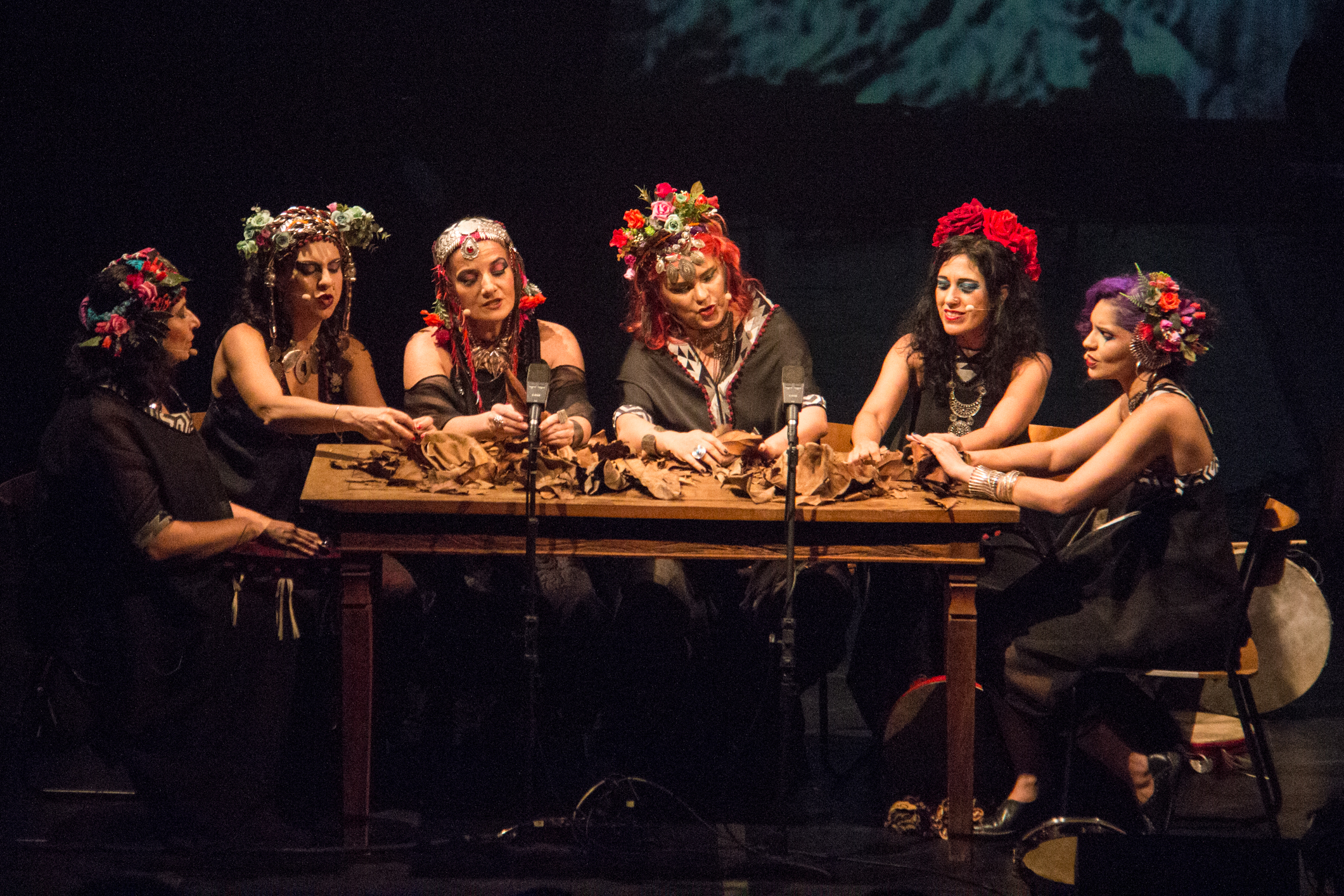
Show Nama Pariret - Rita Braga, Cris Miguel, Magda Pucci, Angélica Leutwiller, Zuzu Leiva,Valéria Zeidan. Sesc Pompeia, 2016 Foto: Amanda Moraes.

Em 2016, as cantoras do Mawaca Angélica Leutwiller, Magda Pucci, Cris Miguel, Zuzu Leiva e Rita Braga se somaram à percussionista Valéria Zeidan e criaram um espetáculo com vozes e percussões, relembrando os primórdios do grupo quando era exclusivamente vocal a capella. Com um repertório que costura diferentes musicalidades recolhidas nas tradições orais, é concebido o espetáculo Nama Pariret - As muitas Vozes da Voz. É uma retomada da pesquisa sobre vozes femininas e que acaba por revelar histórias de mulheres de várias partes do mundo.
O espetáculo teve estreia no Sesc Pompeia e passou por vários espaços de São Paulo, como Casa de Francisca, Casa Jaya, Sesc Santo Amaro, Estúdio Mawaca, Teatro Itália, e realizou uma temporada no Teatro Centro da Terra.  Esse show intimista foi também apresentado no Festival Circulasons, em Londrina, com curadoria de Janete El Haouli; na 8. Mostra Leão do Norte em Garanhuns (PE),[carece de fontes?] em 2017; na 9. Mostra Leão do Norte, em Caruaru, com curadoria de Sonia Guimarães; na Casa dos Cordéis, em Guarulhos; no Sesc Campo Limpo e Sesc Santos. Foi também destaque no Festival Lótus, em Brasília, em 2018 e abriu o X Simpósio Internacional de Musicologia da EMAC/UFG em Pirenópolis - Goiás.

## Viagens internacionais

### Espanha
A primeira turnê internacional do grupo  foi em 2002, na Espanha, quando o grupo se apresentou no Festival Etnosur, na cidade de Alcalá la Real, em Jaén, para um público de mais de 5000 pessoas. Na mesma viagem, apresentou-se no Festigal, em Santiago de Compostela, e na Sala Suristán, em Madrid. Em 2003, retornou à Espanha para participar da feira internacional Womex, em Sevilha, como artista selecionado.

### Alemanha
Em 2006, o grupo foi selecionado para se apresentar na 18.ª edição da feira mundial da música Popkomm Kulturbrauerei, em Berlim, junto a artistas brasileiros como Chico César, Carlos Malta, Maria Alcina, Yamandu Costa, Naná Vasconcelos, Fabiana Cozza, entre outros. O festival teve apoio do Ministério da Cultura do Brasil, na gestão de Gilberto Gil, que esteve presente na abertura do evento. Mawaca apresentou o embrião de seu show indígena Rupestres Sonoros, com a participação de Marcos Xuxa Levy nas bases eletrônicas.

### Bolívia
Mawaca esteve quatro vezes na Bolívia, levado pela produção de Walter Malta. A primeira aconteceu em 2007, como grupo convidado do Festival Internacional de Artes Cênicas de Santa Cruz de la Sierra, com o show Pra todo Canto. No ano seguinte, foi convidado para participar do FITAZ - Festival Internacional de Teatro de La Paz. Também em 2008, retornou para participar do Festival Patrimonial e Intercultural de Sucre. Em 2010, apresentou o show Rupestres Sonoros no Bicentenário da Gesta Libertária de Santa Cruz de la Sierra.

### China
Mawaca esteve três vezes na China. Em 2010, o grupo foi convidado a realizar uma temporada de 24 shows na America Square, durante a feira mundial Expo 2010 - Expo  Xangai. Convidado especialmente pelo Comitê Chinês para integrar a programação geral do evento, em projeto de colaboração Brasil-China, o grupo teve uma destacada atuação. A repercussão da performance em Xangai foi grande, e o grupo foi convidado a se apresentar em mais duas ocasiões na cidade histórica de Hangzhou: em 2011, no World Leisure Expo, quando ganhou o prêmio de melhor performance do festival, e em 2013, no West Lake International Festival Hangzhou. Em 2012,o grupo licencia o CD astrolabiotucupira.com.brasil, lançado na China pela gravadora A-Peer Synergy.

### Portugal, Grécia e França
Em 2010, o grupo foi para Portugal para participar do VII Encontro de Culturas de Serpa, no Alentejo Central, que contou com a presença de artistas da Argentina, Cabo Verde, Cuba, Espanha, Moçambique, México e Sérvia, como Emir Kusturica & No Smoking Orchestra, Pablo Milanés, Timbila Muzimba, entre outros.
Em 2012, o grupo foi convidado a realizar uma apresentação no 40. Congresso de Educação Musical da International Society of Music Education, em Thessaloniki, Grécia, dividindo o palco com o violonista Yamandu Costa e o músico pernambucano Antônio Nóbrega. O evento foi organizado por Magali Kleber com apoio da Fundação Nacional de Artes - Funarte.
Em 2013, o grupo viajou para a França e participou do Festival du Chien Rouge, na região da Provença, a convite da produtora Espírito Mundo, onde apresentou o show Rupestres Sonoros.

## Outros
O Mawaca, pelo seu caráter multicultural, sempre esteve aberto a conexões e projetos envolvendo entrelaçamentos sonoros e artísticos em geral. Como consequência desse interesse, foram muitos os projetos pontuais dos quais participou.
Em 2004, dividiu o palco com as As Ceguinhas de Campina Grande, no Centro Cultural Banco do Brasil do Rio e de Brasília e no Recbeat, em Recife.
Em 2006, apresentou-se com a cantora Ceumar, no projeto para crianças Lé com Cré, com curadoria de Teca de Alencar Brito, no Centro Cultural Banco do Brasil de São Paulo.
Participou, em 2011, da primeira edição da viagem cultural Navegar é Preciso, pelo Rio Negro, organizada pela Livraria da Vila. Uma formação menor do grupo realizou um show de abertura do evento e acompanhou os encontros literários com os escritores José Eduardo Agualusa, Laurentino Gomes, Ilan Brenman, Cristovão Tezza e Mary Del Priore.
Em maio de 2011, realizou um show com repertório latino-americano, junto ao grupo Merkén, do Chile, no evento Conexão Latina no Memorial da América Latina, em São Paulo.
Em 2017, o grupo participou do XVII Encontro de Culturas da Chapada dos Veadeiros, em show comemorativo com a participação especial do violeiro João Arruda.
Em 2018, Mawaca celebrou seus 23 anos em show no Auditório Ibirapuera. Além da ocasião comemorativa, o show foi realizado com o objetivo de arrecadar verba para um tratamento de saúde do percussionista da banda, Armando Tibério, hoje plenamente recuperado. Muitos amigos participaram como convidados do espetáculo: Renato Braz (canto), Miguel Briamonte (piano), Eduardo Contrera (violão), Edgar Bueno (tablas), Jorge Peña (percussão), Duo Ello (Carlos Stasi e Luiz Guello), Marcelo Pretto (voz), Silvanny Sivuca e Banda Alana (percussão), Luciano Khatib (cajón) e Roberto Angerosa (derbak).
Em 2020, participou ativamente da Semana da Arte Contra a Censura, criada pelo Movimento Artigo Quinto, nas escadarias do Teatro Municipal, e da gravação do videoclipe da música "Samba do Artigo Quinto", realizada em sua sede, o Estúdio Mawaca.
Há alguns anos, as cantoras do Mawaca têm desenvolvido parceria com o compositor francês Philippe Kadosch que compôs especialmente para elas os temas “Mawaca” (gravado no CD Rupestres Sonoros), “Le Crabe” e “Kaprolin”, apresentados em shows no Sesc Santos e na Casa de Francisca, em 2016.
Em 2017, a convite do Festival Música Estranha, as cantoras do Mawaca fizeram uma residência artística e um concerto na Praça das Artes de São Paulo com o quarteto dinamarquês We like We.

### Sede do grupo
Em 2015, o grupo ganhou sua própria sede que se transformou no espaço cultural Estúdio Mawaca. O espaço vem recebendo artistas brasileiros e de várias partes do mundo para compartilhar expressões artísticas em diferentes formatos: shows, oficinas, cursos, mostras cinematográficas, residências artísticas e outras possibilidades. Já no ano seguinte, em 2016, o espaço foi contemplado pelo edital ProAC de São Paulo na categoria Território das Artes, quando pode oferecer uma programação diversificada e gratuita para professores da rede pública.
Já passaram pelo Estúdio Mawaca: Sutari Band (Polônia), Esashi Ensemble (Japão), We like We (Dinamarca), Goran Alacki (Macedônia), Mariana Paunova (Bulgária), Fanta Konaté (Guiné Conacri), Lenna Bahule (Moçambique), Chalanes del Amor (México) e Chrysanthi Gkika (Grécia).
Uma das atividades fixas do espaço é a Cia. Coral Mawaca, grupo vocal onde interessados podem aprender a cantar o repertório do grupo, realizando apresentações semestrais.

## Obra (CDs, DVDs, livros)
Os CDs e DVDs do Mawaca foram produzidos de forma independente pelo selo Ethos Music. Nos primeiros anos, o grupo fez parcerias com duas gravadoras de São Paulo, mas posteriormente optou pela produção totalmente independente. Todos os CDs e DVDs são distribuídos pela Tratore Music e o grupo tem como editora a Rocking Gorillas.
- CD-Plus MAWACA (1998)

- CD astrolabio.tucupira.com.brasil (2000)
- CD Os Lusíadas (2002)

- CD Mawaca-Remix 2.0 (2001)

- CD Pra Todo Canto (2004)
- BOX 10 Anos (2005)
- DVD Pra Todo Canto (2006)
- LIVRO-CD De Todos os Cantos do Mundo (2008)[164]
- CD Rupestres Sonoros - O canto dos  Povos da Floresta (2008)
- DVD Rupestres Sonoros (2010)

- DVD Ikebanas Musicais (2012)
- CD-DVD Inquilinos do Mundo (2013)
- LIVRO-CD Contos Musicais (2014)[165]
- CD Nama Pariret (2022) [166]

### Coletâneas
- 1999 - Brazilian Lullaby - Ellipsis Arts[167]
- 1999 - World Music for Little Ears - Ellipsis Arts[168]
- 1999 - Em Defesa do Planeta[169][170] - Greenpeace
- 2002 - Another Brazil - MCD e Lua Discos
- 2003 - The Womeximizer 03 - Womex
- 2004-2005 - Coleção Caras - A Música do Mundo - Azul Music
- 2002 - Music from the EBU World Music Workshop[171] - EBU
- 2002 - Crianças do Mundo - Revista Recreio Especial[172] - Revista Abril
- 2002 - Another Brasil - MCD Music
- 2006 - PopKommpilation[173] - Música do Brasil
- 2006 - EtnoSur Diez años - Etnosur
- 2013 - New Sounds Songlines Magazine[174] - Songlines

## Prêmios
- 2012 - Prêmio Melhor Performance - World Leisure Expo Hanghzou
- 2016 - Prêmio de Grupo de Cultura Popular - Prêmio Profissionais da Música
- 2019 - Prêmio de Melhor Grupo Vocal - Prêmio Profissionais da Música[175]
- 2019 - Moção de Louvor para Mawaca - Prêmio Profissionais da Música - Câmara Legislativa Distrito Federal[176]

## Participações especiais
- Antônio Nóbrega - cantor, violinista e dançarino (Brasil)
- Alessandra Belloni - cantora e percussionista (Itália)
- Beto Angerosa - percussão (Brasil)
- Yamandu Costa - violonista (Brasil)
- Carlos Malta - flauta e pífano (Brasil)
- Carlos Núñez - gaita de fole e flauta (Galicia)
- Ceumar - cantora (Brasil)
- Camilo Carrara - violão (Brasil)
- Carlinhos Antunes - violão, cuatro, ngoni. (Brasil)
- Carlos Careqa - cantor e compositor (Brasil)
- Chadas Ustuntas - alaúde (Turquia)
- Ceguinhas de Campina Grande - grupo vocal (Brasil)
- Christiane Neves - pianista
- Daniela e Debora Shimado - taiko (Brasil)
- Djuena Tikuna - cantora (Amazonas)
- Equidad Barres - cantora (Espanha)
- Esashi Ensemble - coletivo de cantores (Japão)
- Felipe Gomide - rabeca (Brasil)
- Fran Castellar - cantora (Venezuela)
- Ibã Salles - cantor Huni Kuin (Brasil)
- João Arruda - viola caipira (Brasil)
- Jorge Mautner - cantor, violinista e compositor (Brasil)
- Luciano Khatib - percussão (Brasil)
- Marlui Miranda - cantora e pesquisadora (Brasil)
- Né Ladeiras - cantora (Portugal)
- Marc Egea - viola de roda (Catalunha-Espanha)
- Marcelo Pretto - cantor (Brasil)
- Marcos Xuxa Levy - produtor musical (Brasil)
- Meninos do Morumbi - grupo de percussão (Brasil)
- Nina Neder - cantora (Brasil)
- Nicole Borger - cantora (Brasil)
- Paolo Angeli - guitarra sardenha preparada (Itália)
- Pekka Lehti - baixista e produtor (Finlândia)
- Philippe Kadosch - compositor e violonista (França)
- Rinken Band (Okinawa - Japão)
- Şivan Perwer - cantautor (Curdistão)
- Shen Ribeiro - shakuhachi (Brasil)
- Sutari Band - trio instrumental (Polônia)
- Sérgio Tchernev - didgeridoo (Brasil)
- Tamie Kitahara - koto e shamisen (Japão)
- Tetê Espíndola - cantora (Brasil)
- Tião Carvalho - cantor e compositor (Brasil)
- Thomas Howard - violão (Brasil)
- Uxía Senlle - cantora (Galícia)
- Venga Venga - DJ (Brasil)
- Wadaiko Sho (taiko) - (Brasil-Japão)
- We like we - grupo instrumental (Dinamarca)
- Yair Dalal - alaudista e violinista (Israel)

## Ex-Integrantes
- Hilde Heckeman - cantora (1995)
- Kitty Pereira - cofundadora e cantora (1993-1997)
- Martha Espírito Santo - cantora (1993-1998)
- Valéria Piccoli - cantora (1993-1998)
- Viviane Querino - cantora (1995-1998)
- Fabiana Lian - cantora (1995-1998)
- Betinho Sodré - percussão (1995-1996)
- Rosana Araújo - cantora (1995-1997)
- Christiane Mariano - cantora (1995-1998)
- Antonio Ramoska - fagote (1996- 2002)
- Atílio Marsiglia - violino (1996-1997)
- Daniel Cornejo - clarinete (1996-1997)
- Décio Gioielli - kalimba e vibrafone (1995-1997)
- Marcos Monteiro - vibrafone (1996-1997)
- Eduardo Contrera - percussão (1996-1997)
- Anete Cenciper - cantora (1996-1997)
- Marcia Dib - cantora (1996-1997)
- Dalga Larrondo - zarb e vibrafone (1997-1998)
- Cíntia Zanco - violino (1998-2008)
- Itamar Vidal - clarone (1998-2001)
- Susie Mathias - cantora (1998-2009)
- Camila Bomfim - contrabaixo (2002-2003)
- Paulo Bira - contrabaixo (2003 -2012)
- Gustavo Boni - contrabaixo (2013-2015)
- Rogério Botter Maio - contrabaixo (2012-2018)